# Z21 Wilhelm Heidkamp
Z21 «Вільгельм Гайдкамп» (нім. Z21 Wilhelm Heidkamp) — військовий корабель, ескадрений міноносець типу 1936 Кріґсмаріне за часів Другої світової війни.
Есмінець Z21 «Вільгельм Гайдкамп» був закладений 14 грудня 1937 року на верфі DeSchiMAG у Бремені, 28 серпня 1938 року спущений на воду, а 20 червня 1939 року введений до складу військово-морських сил Третього Рейху.
Ескадрений міноносець Z21 названий на честь машиніста Вільгельма Гайдкампа, який, служачи на лінійному крейсері «Зейдліц», проявив героїзм в битві на Доггер-банці.

## Історія служби
У ніч на 17/18 жовтня 1939 року контрадмірал Гюнтер Лют'єнс на борту флагманського корабля Z21 «Вільгельм Гайдкамп» очолив групу есмінців Z16 «Фрідріх Еккольдт», Z17 «Дітер фон Редер», Z18 «Ганс Людеман», Z19 «Герман Кюнне» і Z20 «Карл Гальстер», які встановили мінне поле у гирлі англійської річки Гамбер. Британці не знали про існування мінного поля і втратили на ньому сім суден загальною тоннажністю 25 825 БРТ.
13 листопада 1939 року на мінному полі, встановленому німецькими есмінцями Z20 «Карл Гальстер», Z18 «Ганс Людеманн», Z19 «Герман Кюнне» та Z21 «Вільгельм Гайдкамп» в естуарії Темзи підірвався та затонув британський есмінець «Бланш»; це був перший британський есмінець, утрачений під час війни.
В ніч на 10/11 січня 1940 року Бонте на чолі групи німецьких есмінців Z14 «Фрідріх Ін», Z21 «Вільгельм Гайдкам», Z16 «Фрідріх Еккольдт», Z22 «Антон Шмітт», Z4 «Ріхард Бітцен» і Z20 «Карл Гальстер» здійснив чергову постановку мінного поля в районі Ньюкасла. На цьому мінному полі затонув лише один риболовецький траулер водотоннажністю 251 тонну.
9 квітня 1940 року за планом операції «Везерюбунг» розпочалося німецьке вторгнення в Норвегію. Для запобігання будь-якої можливості зриву британцями висадки десанту, командування Крігсмаріне заздалегідь відрядило флотські угруповання під командування віцеадмірала Гюнтера Лют'єнса для захисту конвоїв з військами, що висаджувалися у Нарвіку. Німецька ескадра складалася з лінійних кораблів «Шарнгорст» та «Гнейзенау», важкого крейсера «Адмірал Гіппер» та десяти есмінців. При вторгненні сталася битва за Нарвік, під час якої норвезькі панцерники берегової оборони «Ейдсволл» і «Нордж», що спробували чинити опір, загинули.
Невдовзі після світанку 10 квітня Z21 «Вільгельм Гайдкамп» був пришвартований у гавані Нарвіка, коли з'явилися п'ять есмінців британської 2-ї ескадреної флотилії: «Гарді», «Гавок», «Хантер», «Готспар» і «Хіроу». Z21 «Вільгельм Гайдкамп» був уражений в корму торпедою з першого залпу «Гарді», в результаті чого здетонував кормовий льох корабля. Вибух підняв у повітря кормові гармати і вбив 81 людину, в тому числі і Бонте. Хоча корма німецького есмінця була під водою, її капітан, капітан-лейтенант Ганс Ердменгер, зумів пришвартувати корабель до шведського вантажного судна, що стояло неподалік. Наступного дня «Гайдкамп» перекинувся, але не раніше, ніж його торпеди були передані вцілілим есмінцям. Екіпаж приєднався до інших вцілілих на березі, утворивши спеціальний морський піхотний підрозділ.